# Standbeeld van Lamoraal van Egmont
Het standbeeld van Lamoraal van Egmont of Egmontstandbeeld is een standbeeld van de graaf van Egmont dat in 1818 werd ontworpen door Jan-Robert Calloigne. Er bestaan drie identieke standbeelden: twee in het Belgische Zottegem (uit 1872 en 1968) en één in het Nederlandse Egmond aan den Hoef (uit 1997). 

## Gietijzer
In 1814 begon het Zottegemse gemeentebestuur een campagne om een standbeeld van Egmont op te richten op de Markt . Op het Gentse 'Salon' van de Koninklijke Maatschappij van Schoone Kunsten en Letteren (Société Royale des Beaux-Arts et de Littérature) van 1820 stelde beeldhouwer Jan-Robert Calloigne een gipsmodel voor het standbeeld van Egmont tentoon. Prins Willem (de latere Nederlandse koning Willem II) kocht naar dit model een verkleind bronzen beeld aan voor zijn kunstwerkencollectie . In 1824 werd het voetstuk voor het standbeeld al opgericht.  De Zottegemse rederijkerskamer De Suyghelingen van Polus schreef in 1835 een dichtwedstrijd uit in het thema 'De dood van Egmont' , waarbij prijswinnaar Prudens van Duyse een emotionele oproep deed om een standbeeld te plaatsen: 
dit goud - diene tot offrande, als hier 's Lands lieveling in 't marmren beeld eens rijst [...] Hier, dicht by Egmonts graf [...] Zo wordt hy schoonst vereerd.
 Bij de inhuldiging van de Egmontcrypte in 1857 deden burgemeesterszoon Eugène Van Damme en Prudens van Duyse opnieuw een oproep. In 1862 werd een beschermcomité opgericht en kon de stad het gipsen model van Calloigne kopen. Intussen was in 1864 op de Brusselse Grote Markt een standbeeld opgericht voor Egmont en Horne (van de hand van Charles-Auguste Fraikin), dat later naar de Kleine Zavel verhuisd werd. Het duurde in Zottegem door politiek getouwtrek nog tot 1872 voor er subsidies werden gegeven en het beeld van Egmont in gietijzer werd gegoten door Edmond Zégut in de Usines de Tusey (Meuse). Op 14 april 1872 werd het op de Markt ingehuldigd. Op de sokkel staat te lezen: Lamoraal Graaf van Egmont, Heere van Sottegem, Prins van Gaver, Gouverneur van Vlaanderen en van Artesië, overwinnaar te Sint-Quintin 1557 en te Grevelingen 1558, onthoofd te Brussel den 5 juni 1568.

## Brons
Omdat men rond het Egmontjaar 1968 dacht dat het gietijzeren standbeeld op de Markt doorgeroest was, werd het vervangen door een bronzen exemplaar van de Brusselse 'Compagnie des Bronzes d'Art' dat op 31 januari werd gegoten . Op 9 juni 1968 werd het bronzen standbeeld plechtig onthuld . Het oude gietijzeren beeld bleek nog herstelbaar en verhuisde naar het Egmontpark voor het Egmontkasteel, aan de Graaf van Egmontstraat. Bij het weghalen van het gietijzeren standbeeld op de Markt brak de hijskraan en viel het beeld op de grond.
In de jaren 1990 ontstond het idee om ook in het Nederlandse Egmond aan den Hoef een standbeeld op te richten voor Egmont. De Stichting Standbeeld Lamoraal van Egmont organiseerde een crowdfunding om het beeld te bekostigen. In 1997 werd door bronsgieter Dirk De Groeve uit Hansbeke een bronzen kopie gemaakt van het beeld dat op de Markt te Zottegem staat. Deze kopie werd geplaatst aan de slotgracht van het  voormalige Kasteel Egmond in Egmond aan den Hoef, vlakbij bezoekerscentrum Huys Egmont. Het beeld werd op 11 oktober 1997 plechtig onthuld door Josep Pons, de Spaanse ambassadeur in Nederland. Op de sokkel staat te lezen: Lamoraal Graaf van Egmont 1522-1568, bedijker van de Egmondermeer 1565. De 'Stichting Standbeeld Lamoraal van Egmont' bood uit dankbaarheid aan de stad Zottegem een afgietsel aan van de handschoen van het standbeeld. Het bleek namelijk dat Egmont op de Zottegemse Markt een handschoen miste.

## Afbeeldingen

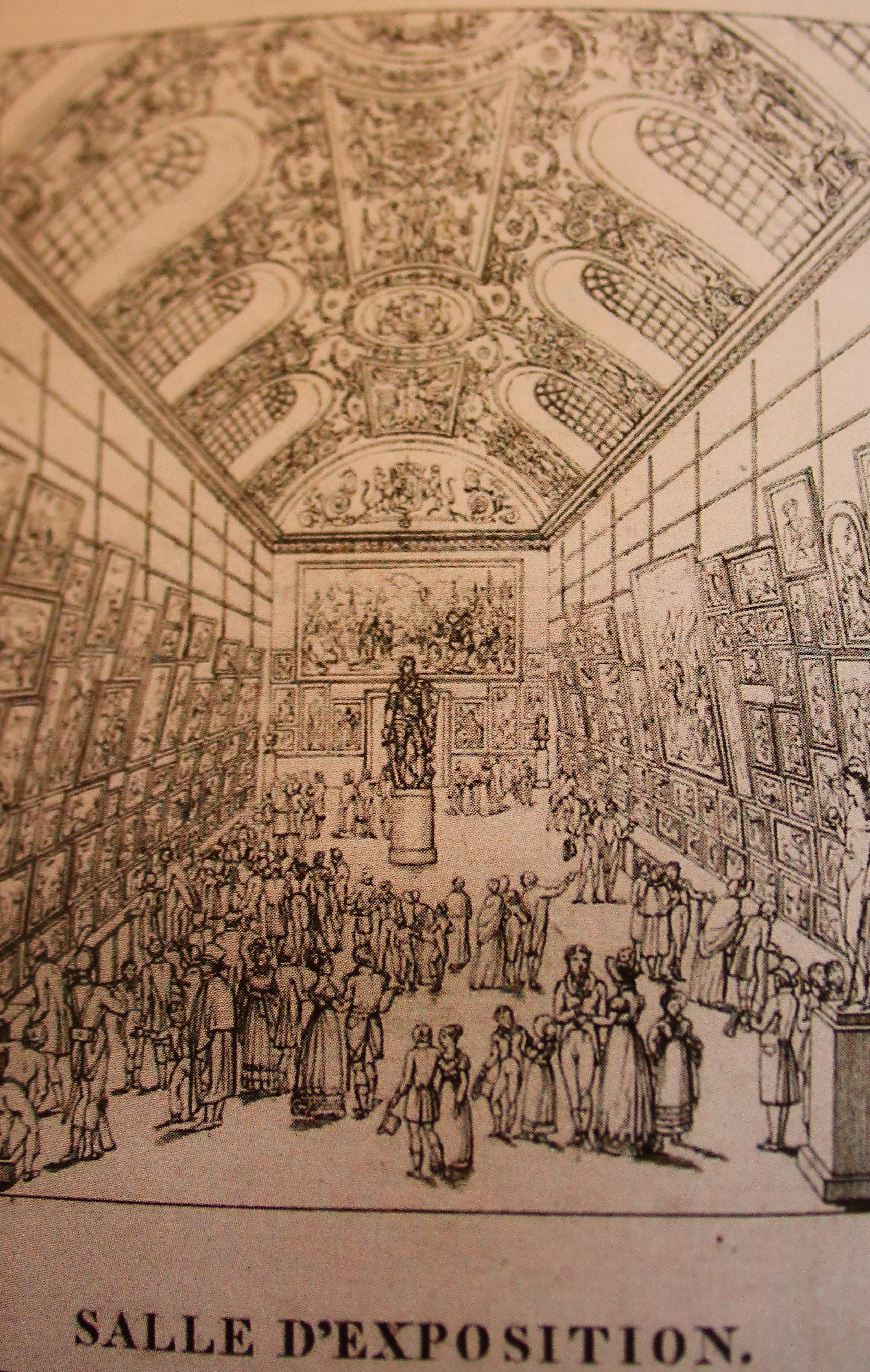
Calloignes Egmontbeeld op het 'Salon' van Gent in 1820
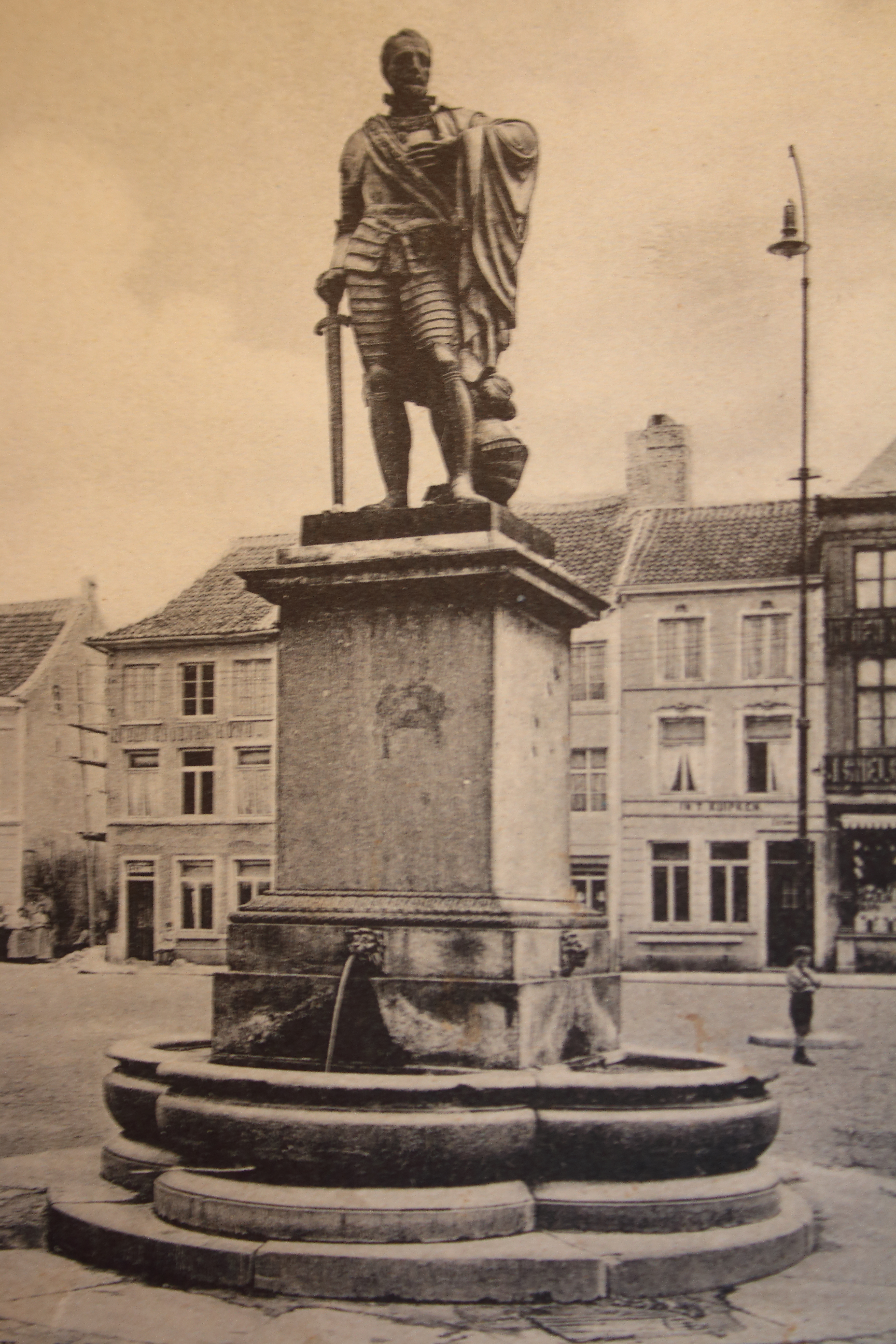
Egmontbeeld op de Markt in Zottegem (oude prentbriefkaart)
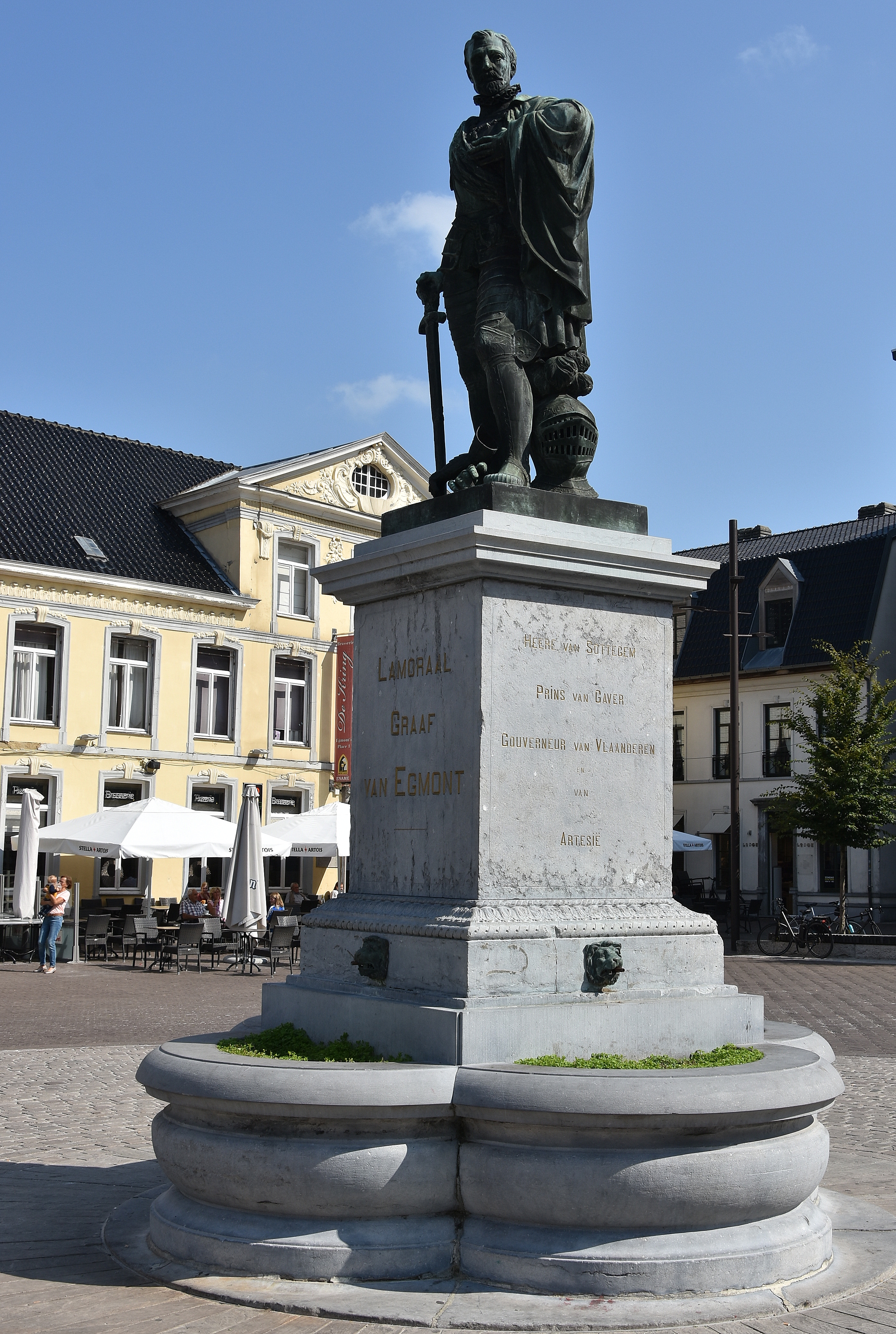
Egmontbeeld op de Markt in Zottegem (brons)
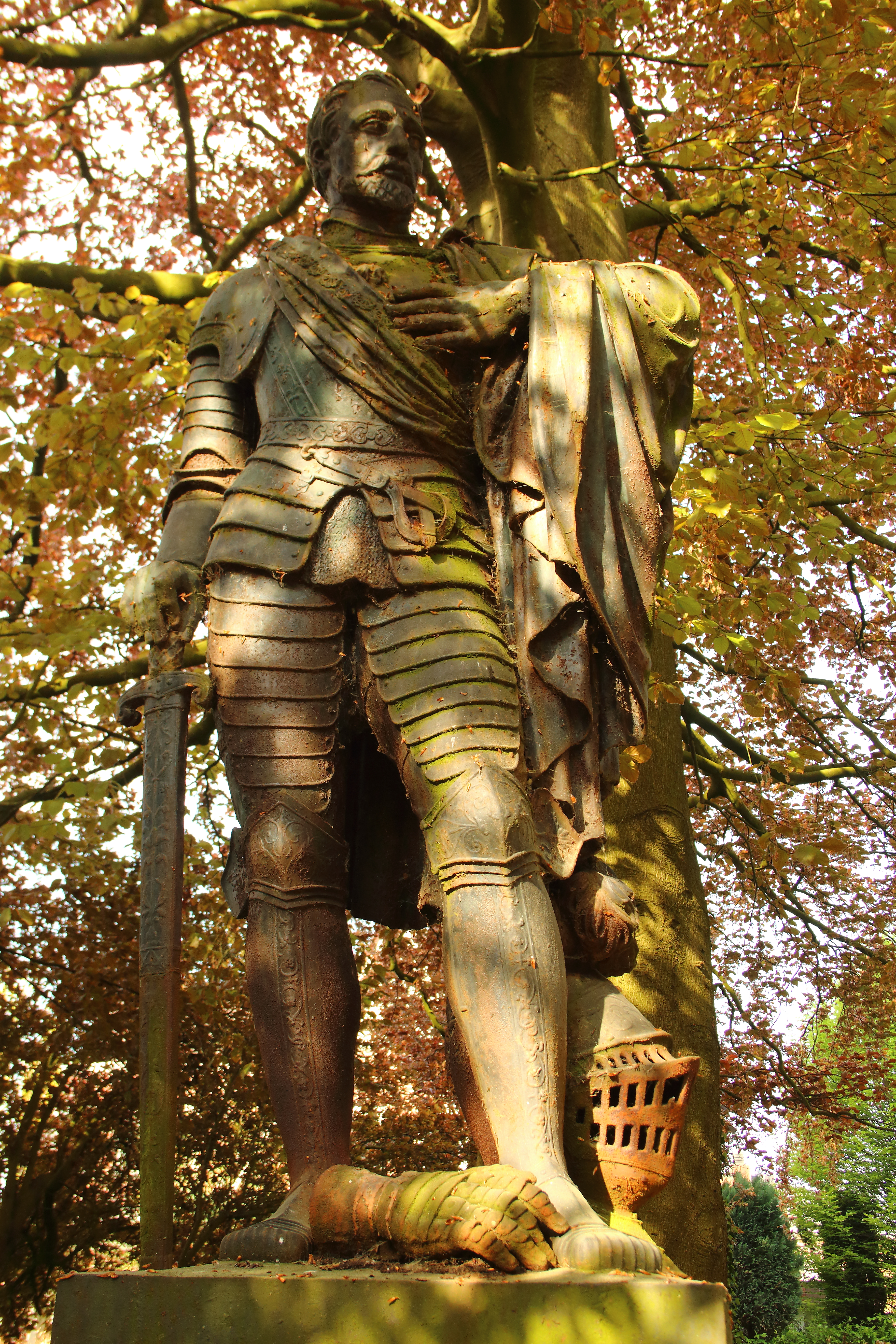
Egmontbeeld in het Egmontpark voor het Egmontkasteel in Zottegem (gietijzer)
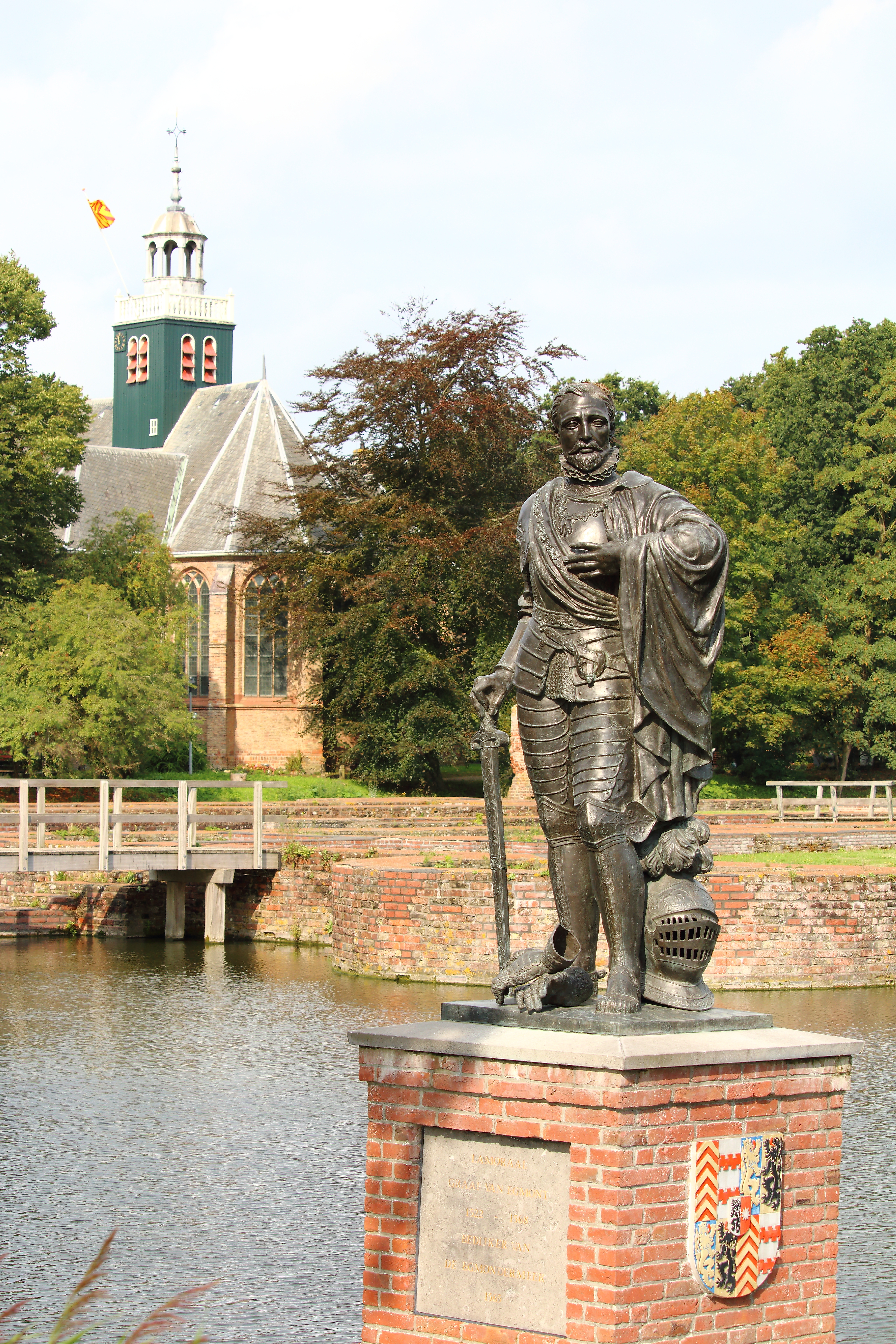
Egmontbeeld in de slotgracht van Kasteel Egmond in Egmond aan den Hoef (brons)
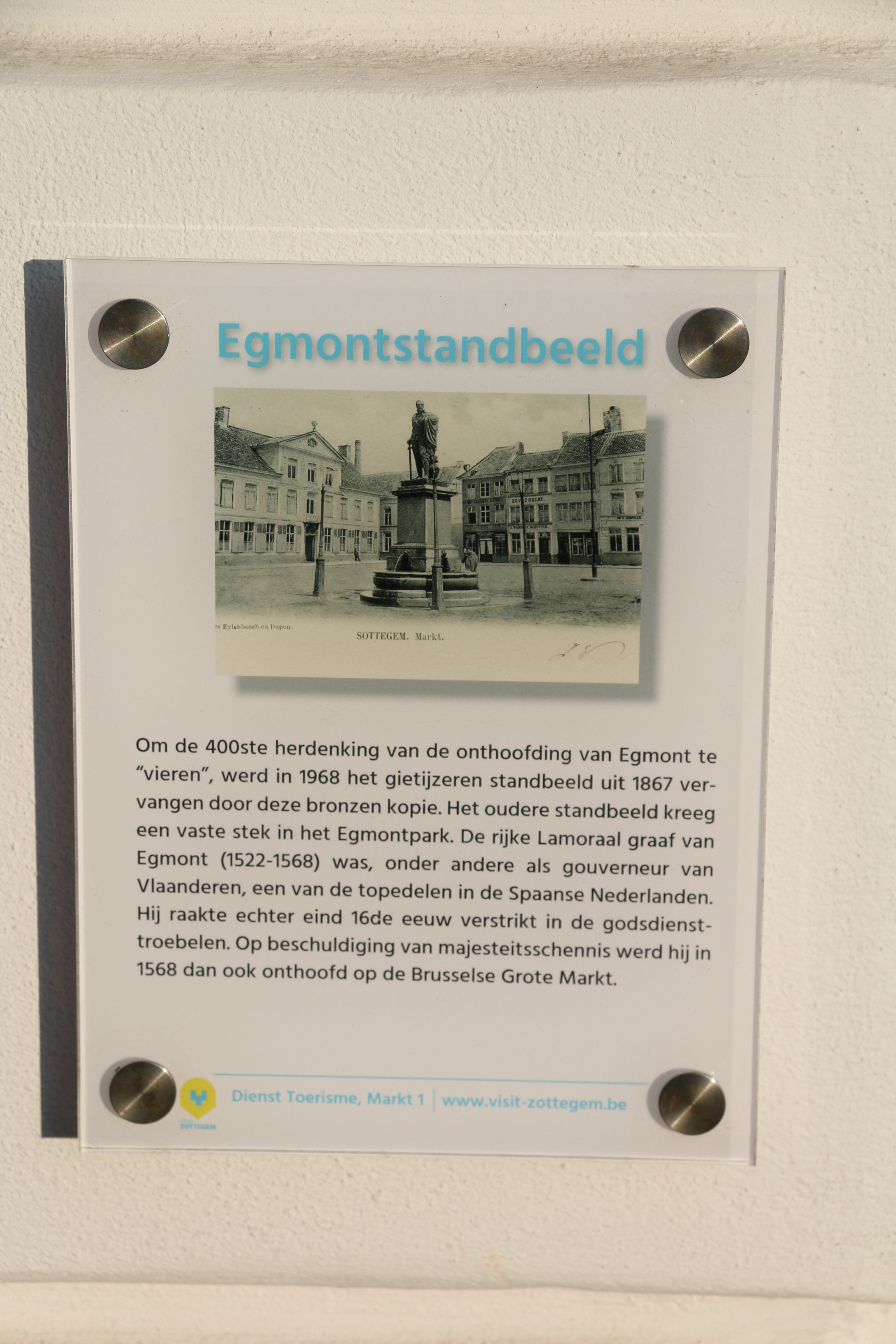
Infobord Egmontbeeld Markt
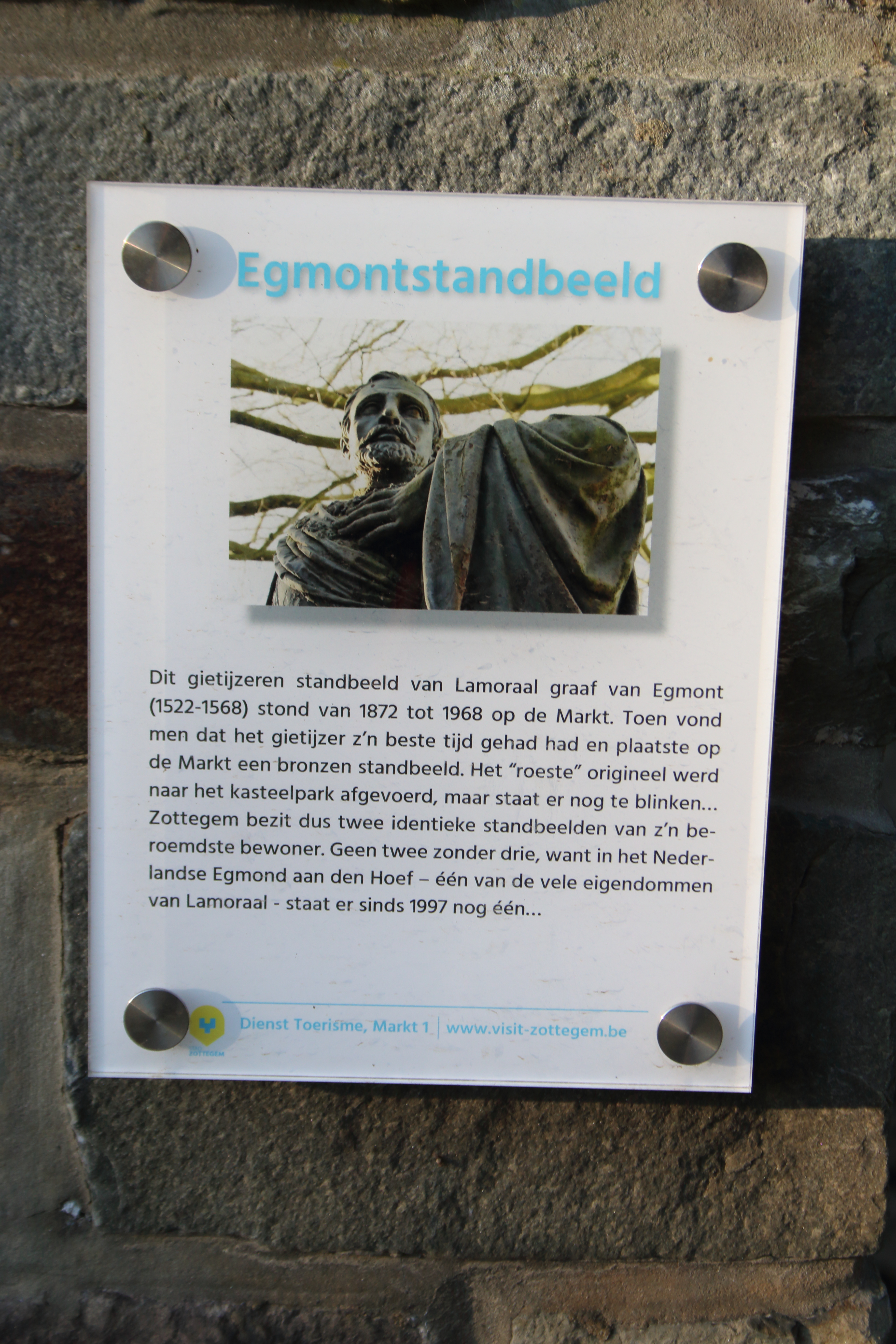
Infobord Egmontbeeld Egmontpark

## Herdenking
Op 5 juni 2018 werd gelijktijdig aan het standbeeld op de Zottegemse Markt en aan het standbeeld in Egmond aan den Hoef een officiële herdenkingsplechtigheid gehouden met kranslegging om de 450ste verjaardag van de onthoofding van Egmont te herdenken.